# Saint-Étienne-de-Baïgorry
Saint-Étienne-de-Baïgorry är en kommun i departementet Pyrénées-Atlantiques i regionen Nouvelle-Aquitaine i sydvästra Frankrike. Kommunen ligger i kantonen Saint-Étienne-de-Baïgorry som tillhör arrondissementet Bayonne. År 2022 hade Saint-Étienne-de-Baïgorry 1 540 invånare.

## Befolkningsutveckling
Antalet invånare i kommunen Saint-Étienne-de-Baïgorry
| Referens: INSEE |